# Корвасъярви
Корвасъярви (Корвас-ярви) — пограничное пресноводное озеро на территории Кестеньгского сельского поселения Лоухского района Республики Карелии и общины Куусамо в провинции Северная Остроботния Финляндии.
По водоёму проходит Российско-финляндская граница, деля озеро в соотношении, приблизительно, 1:1.
Российская часть озера находится на территории национального парка «Паанаярви».

## Общие сведения
Площадь озера — 1 км². Располагается на высоте 241,8 метров над уровнем моря.
Форма озера лопастная, продолговатая: оно почти на четыре километра вытянуто с запада на восток. Берега изрезанные, каменисто-песчаные, преимущественно возвышенные.
Из восточной оконечности Корвасъярви вытекает безымянный водоток, который, протекая через ряд проток и ламбин, впадает с востока в озеро Каутисъярви, протокой соединяющееся с озером Соваярви, из которого берёт начало река Совайоки. Последняя впадает в озеро Паанаярви, через которое протекает река Оланга, впадающая в Пяозеро.
На финляндской стороне расположен единственный находящийся в водоёме небольшой остров без названия.
На российской стороне населённые пункты вблизи водоёма отсутствуют.
Код объекта в государственном водном реестре — 02020000411102000000803.